# A Blood+ fejezeteinek listája
Ez a lista a Blood+ című animesorozat alapján készült mangasorozatok fejezeteit sorolja fel. A Blood+ animesorozat hatására három mangasorozat jelent meg különböző mangamagazinokban. A tankóbon köteteket mindhárom sorozatnál a Kadokawa Shoten adta ki. A Blood+ Kacura Aszuka ötkötetes mangasorozata, amelyet a Gekkan Sónen Ace mutatott be 2005 júliusában. A manga az anime történetelemeit tartalmazza. A Blood+: Adagio Szuekane Kumiko kétkötetes sorozata, bemutatója a Beans Ace Magazine 2005 szeptemberi számában volt. A manga Szaja és Hadzsi történetét követi az orosz forradalom idején. A harmadik sorozat, a Blood+ Jakódzsósi (BLOOD+ 夜行城市; Hepburn: Blood+ Yakōjōshi) egy egykötetes sorozat Kiszaragi Hirotaka tollából. Bemutatója az Aszuka Ciel 2005 szeptemberi számában volt. A manga Sanghajban játszódik, ahol Hadzsi Szaja után kutat. Az előző kettő mangával ellentétben, amelyek sónen mangák, a Blood+ Jakódzsósi egy sódzso, részben sónen-ai manga. Észak-Amerikában mindhárom mangaadaptáció angol nyelvű kiadásának jogát a Dark Horse Comics szerezte meg.

## Blood+
| Kötet | Cím | Cím | Megjelenési dátum                              | Megjelenési dátum                              |  |
| Kötet | Japán | Japán | Japán                                          | Japán                                          |  |
| ----- | --- | --- | ---------------------------------------------- | ---------------------------------------------- |  |
|       | | |                                                |                                                |  |
| 1     | - | - | 2005. december 26.                             | 2005. december 26.                             |  |
| 1     | Fejezetek - Blood+ 01 (BLOOD+01; Hepburn: Buraddo Purasu 01) - Omake Manga (おまけまんが; Hepburn: Omake Manga) - Tokubecu Kikó Hasii Csizu (特別寄稿: 箸井地図; Hasii Csizu üzenete; Hepburn: Tokubetsu Kikō Hashii Chizu) - A Blood+: First Kiss regény előzetes bemutatója | Fejezetek - Blood+ 01 (BLOOD+01; Hepburn: Buraddo Purasu 01) - Omake Manga (おまけまんが; Hepburn: Omake Manga) - Tokubecu Kikó Hasii Csizu (特別寄稿: 箸井地図; Hasii Csizu üzenete; Hepburn: Tokubetsu Kikō Hashii Chizu) - A Blood+: First Kiss regény előzetes bemutatója | Szereplő(k) a borítón - Otonasi Szaja - Hadzsi | Szereplő(k) a borítón - Otonasi Szaja - Hadzsi |  |
| 1     | ISBN: ISBN 978-4-04-713773-8 | |                                                |                                                |  |
|       | | |                                                |                                                |  |
| 2     | - | - | 2006. április 26.                              | 2006. április 26.                              |  |
| 2     | Fejezetek - Blood+ 02 (BLOOD+02; Hepburn: Buraddo Purasu 02) - Omake Manga (おまけまんが; Hepburn: Omake Manga) | Fejezetek - Blood+ 02 (BLOOD+02; Hepburn: Buraddo Purasu 02) - Omake Manga (おまけまんが; Hepburn: Omake Manga) | Szereplő(k) a borítón - Otonasi Szaja - Hadzsi | Szereplő(k) a borítón - Otonasi Szaja - Hadzsi |  |
| 2     | ISBN: ISBN 978-4-04-713806-3 | |                                                |                                                |  |
|       | | |                                                |                                                |  |
| 3     | - | - | 2006. augusztus 26.                            | 2006. augusztus 26.                            |  |
| 3     | Fejezetek - Blood+ 03 (BLOOD+03; Hepburn: Buraddo Purasu 03) - Omake Manga (おまけまんが; Hepburn: Omake Manga) | |                                                |                                                |  |
| 3     | ISBN: ISBN 978-4-04-713846-9 | |                                                |                                                |  |
|       | | |                                                |                                                |  |
| 4     | - | - | 2006. december 26.                             | 2006. december 26.                             |  |
| 4     | Fejezetek - Blood+ 04 (BLOOD+04; Hepburn: Buraddo Purasu 04) - Omake Manga (おまけまんが; Hepburn: Omake Manga) | |                                                |                                                |  |
| 4     | ISBN: ISBN 978-4-04-713884-1 | |                                                |                                                |  |
|       | | |                                                |                                                |  |
| 5     | - | - | 2007. április 26.                              | 2007. április 26.                              |  |
| 5     | Fejezetek - Blood+ 05 (BLOOD+05; Hepburn: Buraddo Purasu 05) - Atogaki (あとがき; Utószó; Hepburn: Atogaki) | |                                                |                                                |  |
| 5     | ISBN: ISBN 978-4-04-713916-9 | |                                                |                                                |  |

## Blood+ Adagio
| Kötet | Cím | Cím | Megjelenési dátum                              | Megjelenési dátum                              |  |
| Kötet | Japán | Japán | Japán                                          | Japán                                          |  |
| ----- | --- | --- | ---------------------------------------------- | ---------------------------------------------- |  |
|       | | |                                                |                                                |  |
| 1     | - | - | 2006. április 26.                              | 2006. április 26.                              |  |
| 1     | Fejezetek - Blood+ Adagio 1 (BLOOD+ΑI; Hepburn: Buraddo Purasu Adājo I) - Atogaki Takeda Szeidzsi (あとがき 竹田菁滋; Utószó Takeda Szeidzsitől; Hepburn: Atogaki Takeda Seiji) | Fejezetek - Blood+ Adagio 1 (BLOOD+ΑI; Hepburn: Buraddo Purasu Adājo I) - Atogaki Takeda Szeidzsi (あとがき 竹田菁滋; Utószó Takeda Szeidzsitől; Hepburn: Atogaki Takeda Seiji) | Szereplő(k) a borítón - Otonasi Szaja - Hadzsi | Szereplő(k) a borítón - Otonasi Szaja - Hadzsi |  |
| 1     | ISBN: ISBN 978-4-04-713807-0 | |                                                |                                                |  |
|       | | |                                                |                                                |  |
| 2     | - | - | 2006. december 26.                             | 2006. december 26.                             |  |
| 2     | Fejezetek - Tódzsó Dzsinbucu Sókai (登場人物紹介; Hepburn: Tōjō Jinbutsu Shōkai) - Blood+ Adagio 2 (BLOOD+ΑII; Hepburn: Buraddo Purasu Adājo II) - Szuekane Kumiko Kjarakutá Szukeccsi (スエカネクミコ·キャラクタースケッチ; Szuekane Kumiko karakter vázlatai; Hepburn: Suekane Kumiko Kyarakutā Sukecchi) | |                                                |                                                |  |
| 2     | ISBN: ISBN 978-4-04-713886-5 | |                                                |                                                |  |

## Blood+ Jakódzsósi
| Kötet | Cím | Cím   | Megjelenési dátum | Megjelenési dátum |  |
| Kötet | Japán | Japán | Japán             | Japán             |  |
| ----- | --- | ----- | ----------------- | ----------------- |  |
|       | |       |                   |                   |  |
| 1     | - | -     | 2006. április 26. | 2006. április 26. |  |
| 1     | Fejezetek - Dai Icsi Joru (第一夜; Első éjszaka; Hepburn: Dai Ichi Yoru) - Dai Ni Joru (第二夜; Második éjszaka; Hepburn: Dai Ni Yoru) - Dai Szan Joru (第三夜; Harmadik éjszaka; Hepburn: Dai San Yoru) - Dai Jon Joru (第四夜; Negyedik éjszaka; Hepburn: Dai Yon Yoru) - Dai Go Joru (第五夜; Ötödik éjszaka; Hepburn: Dai Go Yoru) - Atogaki (あとがき; Utószó; Hepburn: Atogaki) - Kaiszecu ga vari no Purodjúszá Taidan (解説がわりのプロデューサー対談; Hepburn: Kaisetsu ga wari no Purodyūsā Taidan) |       |                   |                   |  |
| 1     | ISBN: ISBN 978-4-04-713810-0 |       |                   |                   |  |